# Robert H. Scanlan
Robert H. Scanlan (Chicago, 1914 — Lawrenceville, 27 de maio de 2001) foi um engenheiro estadunidense.